# Миграција инсеката
Миграција инсеката је сезонско кретање инсеката, посебно врста вилиних коњица, тврдокрилаца, лептира и мољаца. Удаљеност може варирати у зависности од врсте, а у већини случајева ове сеобе укључују велики број јединки. У неким случајевима, јединке које мигрирају у једном смеру можда се неће вратити, а следећа генерација може уместо тога мигрирати у супротном смеру. Ово је значајна разлика у односу на миграцију птица.

## Дефиниција
Сви инсекти се у одређеној мери крећу. Домет кретања може варирати од неколико сантиметара за неке инсекте који сишу и лисне ваши, до хиљаде километара у случају других инсеката, попут скакаваца, лептира и вилиних коњица. Дефиниција миграције је стога посебно тешка у контексту инсеката. Предложена дефиниција оријентисана на понашање је да је миграцијско понашање истрајно и усмерено кретање на које утичу локомоторни напори животиње или и њено активно укрцавање у превозно средство. 
Ова дефиниција дисквалификује кретања учињена у потрази за ресурсима и која се прекидају након проналаска ресурса. Миграција укључује кретање на даљину и на ова кретања не утиче доступност ресурса. Сви случајеви миграције инсеката на велике удаљености тичу се крилатих инсеката.

## Општи обрасци
Лептири који мигрирају лете унутар "граничног слоја", са специфичном горњом границом изнад земље. Брзине ваздуха у овом региону су обично мање од брзине лета инсекта. Ови мигранти из „граничног слоја“ укључују веће инсекте који лете дању, а њихов лет на ниској надморској висини очигледно је лакше уочити од оног код већине миграната на високим надморским висинама.
Многе миграторне врсте имају полиморфне облике, миграторну и резидентну фазу. Миграторне фазе обележене су добро развијеним и дугим крилима. Такав полиморфизам је добро познат код лисних ваши и скакаваца. Код селица скакаваца разликују се дуго-крилни и кратко-крилни облици.
Енергетска потрошња миграције проучавана је у контексту стратегија животне историје. Наводи се да су адаптације за миграцију вредније за инсекте који живе у стаништима где се доступност ресурса мења сезонски. Други аутори наводе да ће врсте које живе на изолованим острвима погодних станишта вероватније развити стратегије миграције. Улога миграције у протоку гена такође је проучавана код многих врста. Оптерећења паразитима утичу на миграцију. Озбиљно заражене јединке су слабе и имају скраћени животни век. Инфекција ствара ефекат познат као одабир при чему је мања вероватноћа да ће инфициране животиње које мигрирају завршити миграцију. Ово доводи до популације са мањим оптерећењем паразитима.

## Оријентација
Миграцију обично обележавају добро дефинисана одредишта која захтевају навигацију и оријентацију. Летећи инсект мора кориговати бочне ветрове. Показано је да многи инсекти који се селе осећају брзину и смер ветра и уносе одговарајуће исправке. Инсекти који лете дању првенствено користе сунце за оријентацију, међутим то захтева да они компензују кретање сунца. Ендогени механизми компензације времена предложени су и тестирани ослобађањем мигрирајућих лептира који су ухваћени и држани у мраку како би померили своје унутрашње сатове, и посматране су промене у правцима које су они одабрали. Чини се да неке врсте уносе исправке, док то код других није доказано.
Већина инсеката је у стању да осети поларизовану светлост и могу да користе поларизацију неба када сунце заклоне облаци. Механизми оријентације ноћних мољаца и других инсеката који мигрирају нису добро проучени, међутим магнетски знакови су сугерисани код летача на кратким удаљеностима.
Недавна истраживања указују на то да су лептири који путују могли бити осетљиви на Земљино магнетно поље на основу присуства честица магнетита. У експерименту на лептиру монарху показано је да је магнет променио смер почетног лета мигрирајућег лептира монарха. Међутим, овај резултат није био снажан доказ јер се правци експерименталних лептира и контроле нису значајно разликовали у правцу лета.

## Лептири
Миграције лептира и мољаца посебно су познате. Богонг мољац је домородачки инсект Аустралије за који се зна да мигрира у хладније климе. Мадагаскарски мољац (Chrysiridia rhipheus) има миграције до хиљаду јединки, које се дешавају између источног и западног подручја њихове биљке домаћина, када постану осиромашене или неприкладне за исхрану. 
У јужној Индији до масовних миграција многих врста долази пре монсуна. Чак 250 врста лептира у Индији се сели. Ово укључује припаднике лептира Белаца и Шаренаца. Аустралијска бубамара повремено мигрира низ обалу Аустралије а повремено, у периодима јаке миграције, мигрира на Нови Зеланд.
Лептир монарх мигрира из јужне Канаде на зимовалишта у централном Мексику где проводи зиму. У касну зиму или рано пролеће, одрасли монаси напуштају Трансвулкански планински ланац у Мексику како би отпутовали на север. Долази до парења и женке траже млечницу како би положиле јаја, обично прво у северном Мексику и јужном Тексасу. Гусенице се излегу и развијају у одрасле јединке које се крећу према северу, где више потомака може отићи чак до централне Канаде до следећег циклуса миграција. Читав годишњи миграциони циклус укључује пет генерација.
Чкаљевац (Vanessa cardui) је лептир чије годишње кружно путовање од 15.000 км из Скандинавије и Велике Британије у западну Африку укључује до шест генерација.
Колибри лептир (Macroglossum stellatarum) мигрира из Африке и јужне Азије у Европу и северну Азију.

## Скакавци
Скакавци с кратким роговима понекад стварају ројеве који ће летети дуго. Они су често неправилни и могу бити повезани са доступношћу ресурса и стога не испуњавају неке дефиниције миграције инсеката. Међутим, постоје неке популације врста као што су скакавци (Schistocerca gregaria) које се редовно сезонски крећу у деловима Африке; Изузетно, врста мигрира на велике удаљености, попут 1988. године када су ројеви прелетели Атлантски океан.

## Вилини коњици
Вилини коњици су међу мигрантима инсекти са највећим удаљеностима. Многе врсте познате су по масовној миграцији. Сматра се да Pantala flavescens најдуже прелази океан међу инсектима, летећи између Индије и Африке током миграција. Њихово кретање често потпомажу ветрови. 

## Буба маре
Бубе бубамаре попут Hippodamia convergens, Adalia bipunctata и Coccinella undecimpunctata су на неким местима забележене у великом броју. У неким случајевима чини се да су те сеобе направљене у потрази за местима хибернације.